# Ray Ellington
Ray Ellington (* 17. März 1916 in London als Harry Pitts Brown; † 27. Februar 1985 daselbst) war ein britischer Jazz- und Unterhaltungsmusiker (Schlagzeug, Gesang, Komposition).

## Leben
Ellington, dessen Vater der afroamerikanische Komödiant Harry Pitts Brown (≈1877–1920) war, trat bereits als Schüler mit komischen Musiknummern auf. Mit 14 Jahren verließ er die Schule, um Schreiner zu werden, bevor er sich dem Schlagzeug zuwendete. Als Profimusiker arbeitete er in verschiedenen Nachtclubs in London, dann im Park Lane Hotel. 1934 wurde er Mitglied von John Hendricks’ Hot Chocolates. In den Folgejahren arbeitete er bei Rudolph Dunbar (1936), Gerry Moore (1936) und Harry Roy (1937–1940), mit dem er auch auf Südamerika-Tournee ging. Von 1940 leistete er bis 1946 seinen Militärdienst bei der britischen Luftwaffe als Ausbilder, spielte aber auch in verschiedenen Militärkapellen, etwa den RAF Blue Eagles (1945). Nach der Entlassung arbeitete er wieder bei Harry Roy, aber auch mit Stéphane Grappelli und Tito Burns, bevor er 1947 das Trio von Lauderic Caton (mit Dick Katz und Coleridge Goode) übernahm, mit dem er intensiv auf Tournee ging und in den 1950ern mehrere Rhythm & Blues orientierte Platten mit zum Teil komödiantischen Zügen aufnahm. Ab 1951 begann er mit diesem Quartett auch für den Rundfunk zu arbeiten, vor allem in der Goon Show der BBC. Ellingtons Version von The Madison erreichte im November 1962 Platz 36 der UK Singles Charts. Die Band bestand mit verändertem Personal (z. B. Johnny Fourie, John McLaughlin) bis in die 1980er Jahre und wurde gelegentlich zur Bigband erweitert.
Er wurde im Golders Green Crematorium in London eingeäschert, wo sich auch seine Asche befindet. Der Sänger Lance Ellington ist sein Sohn.

## Diskografische Hinweise
- Let the Good Times Roll (Castle 2006, rec. 1949–1955)[5]

## Lexikalische Einträge
- John Chilton, Who’s Who in British Jazz London 2005, ISBN 978-0-8264-7234-2.